# ロイヤル・バフォケン・スタジアム
ロイヤル・バフォケン・スタジアム（英: Royal Bafokeng Stadium）は、南アフリカ共和国ルステンブルクの陸上競技場で、陸上競技のほか、ラグビーやサッカーの試合にも利用されている。1999年に完成。
FIFAコンフェデレーションズカップ2009では3位決定戦など4試合を実施、2010 FIFAワールドカップでも会場のひとつとして使用された。
会場はヨハネスブルグから200km以上離れた場所にあり、また近くのルステンブルク空港には定期便が無いため、ワールドカップ開催時には陸路のみで会場に行くしかなく、また会場へはヨハネスブルグから自動車で片道2時間30分以上かかった。尚、試合のある日には会場へ向かう観客の為に、ヨハネスブルグ国際空港、ヨハネスブルグ市街、サントンから往復のシャトルバスが運行された。